# Ariane Bonzon
Pour les articles homonymes, voir Bonzon.
Ariane Bonzon, née en 1959, est une journaliste et essayiste française, spécialiste de la Turquie, du Proche-Orient et de l'Afrique.

## Biographie
Ariane Bonzon a occupé trois postes de correspondante à l'étranger, en Afrique du Sud pour RFI, en Israël pour la Télévision Suisse Romande et en Turquie pour Arte. Ce qui la conduit à observer la France sous le prisme international, aussi.
Elle a réalisé des reportages pour Arte et la Télévision suisse romande sur la Turquie et les Arméniens :Turquie, le foot une passion politique (2008), Arménie – Turquie, ces Arméniens qui rêvent de Turquie (2007), ou encore Turquie, Arméniens cachés pour France 24.
Elle collabore régulièrement à de nombreux médias dont Slate.fr et Le Monde Diplomatique.
Elle est membre du comité de l'Association de la presse diplomatique. En 2006, elle siège au jury du prix Samir Kassir pour la liberté de la presse, décerné par l'Union européenne et la Fondation Samir Kassir à Beyrouth.
Depuis 2018, elle enseigne aussi les "Sorties de crise et processus de paix" à l'Institut de relations internationales et stratégiques.
Elle est lauréate du prix Noureddine Zaza en 2010 et du prix littéraire France Turquie en 2019.

## Activités éditoriales
Ariane Bonzon est spécialiste de la Turquie, où elle a été journaliste indépendante. Elle s'intéresse aux activités diplomatiques de ce pays,, aux droits des femmes. Elle est à l'origine, en 2009, du dialogue entre l'économiste turc Ahmet Insel et le philosophe français d'origine arménienne Michel Marian, sur le tabou arménien en Turquie,. En 2021, la Chaîne parlementaire réunit de nouveau les trois auteurs autour de  « ce dialogue impossible ».
Elle publie en 2019 Turquie, l’heure de vérité, parcours chronologique constitué de la reprise de reportages effectués de 1996 à 2018,, où elle évoque les questions arménienne et kurde, et la guerre en Syrie,. Elle a notamment réalisé des entretiens avec les journalistes Nazlı Ilıcak et Hrant Dink.
Elle collabore ou a collaboré à plusieurs revues ,,,.
Elle s'intéresse aux protestants en Afrique du Sud durant les années d'apartheid, et notamment aux prises de position institutionnelles des Églises sud-africaines et des fédérations d'Églises réformées internationales,.

## Publications
- 2019 : Turquie, l'heure de vérité, Tharaux, éditions Empreinte temps présent, (Prix littéraire France Turquie 2019) 320 (ISBN 978-2-35614-125-5, BNF 45663658)
- 2010 : Diyarbakir, de Seymus Diken, préface d'Ariane Bonzon à l'édition française, Turquoise,  (ISBN 978-2-9514448-4-3).
- 2009 : Dialogue sur le tabou arménien, d'Ahmet Insel et Michel Marian, animé par Ariane Bonzon, Liana Levi (Prix Armenia 2010)  (ISBN 978-2-86746-522-2)[25].
- 2008 : Oui à la Turquie de Michel Rocard, avec la collaboration d'Ariane Bonzon, Hachette Littératures  (ISBN 978-2-01-237625-0).
- 2004 : Istanbul et les Stambouliotes, dessins de Merlin, Glénat  (ISBN 2-7234-4867-3).
- 1995 : Les médias de la haine, (sous la direction de R. de la Brosse), La Découverte-Essais  (ISBN 2-7071-2451-6).
- 1991 : Afrique du Sud, le jour et la nuit, dessins de Elsie, Albin Michel  (ISBN 2-226-04993-2).
- 1990 : « Les protestants français et l’Afrique du Sud », in Daniel C. Bach (dir.), La France et l'Afrique du Sud, Karthala, p. 351-360  (ISBN 2-86537-269-3)

## Filmographie (sélection)
- 2008 : Turquie, le foot une passion politique (10 min), Télévision suisse romande.
- 2007 : Arménie – Turquie, ces Arméniens qui rêvent de Turquie (12 min), Arte
- Turquie, La Pasionaria d’Ataturk (12 min), Arte
- Turquie, Arméniens cachés (13 min), France 24.
- 2006 : Liban, Samir Kassir, un an après (12 min), Arte.
- 2005 : Turquie, Crime d’horreur  (10 min) Télévision suisse romande.
- 2004 : Irak-Turquie : Le salaire de la peur (10 min), Télévision suisse romande.